# Mattstetten
Mattstetten är en ort och kommun i distriktet Bern-Mittelland i kantonen Bern, Schweiz. Kommunen har 586 invånare (2023).